# Dante Ferretti
Dante Ferretti (ur. 26 lutego 1943 w Maceracie we Włoszech) – włoski scenograf i kostiumograf filmowy i teatralny, dekorator wnętrz. Laureat trzech Oscarów za najlepszą scenografię.

## Życiorys
W swojej karierze Ferretti pracował z wieloma znakomitymi reżyserami, zarówno amerykańskimi jak 
i europejskimi, takimi jak Pier Paolo Pasolini, Federico Fellini, Terry Gilliam, Franco Zeffirelli, Martin Scorsese, Anthony Minghella, Tim Burton.
Ferretti jest od lat 90. stałym współpracownikiem Martina Scorsese – jak dotychczas był scenografem siedmiu z jego filmów. Wcześniej długo współpracował z Pasolinim i Fellinim (przy pięciu filmach z każdym z nich).
W 2008 Ferretti zaprojektował scenografię do opery Howarda Shore'a The Fly, wyreżyserowanej przez Davida Cronenberga, w Théâtre du Châtelet w Paryżu.
Ferretti zdobył trzy Oscary za scenografię do filmów: Aviator (2004), Sweeney Todd: Demoniczny golibroda z Fleet Street (2007) oraz Hugo i jego wynalazek (2011). Łącznie otrzymał 10 nominacji do Oscara: dziewięć za scenografię i jedną za kostiumy (do filmu Kundun – życie Dalaj Lamy). Oscara zawsze odbierał wraz z żoną Francescą Lo Schiavo, która przy jego filmach pracuje jako dekorator wnętrz. Ponadto jest laureatem czterech nagród BAFTA oraz czterech nagród włoskiego przemysłu filmowego David di Donatello.
Przewodniczył jury konkursu głównego na 62. MFF w Wenecji (2005).